# 라이쿠루 칸
라이쿠루 칸(Лайхур хан, 1562년 ~ 1610년)은 몽골 외할하부 우익(오른쪽 3개 지방)의 통치자이며, 자사그투칸부의 설립자이자 초대 칸(재위:1580년 혹은 1586년 ~ 1610년)이다.
1586년 외할하부 좌익의 아바타이로부터 외할하부 우익의 칸으로 임명되었다. 그의 영지는 외할하부 오른 쪽의 7개 부(아이막)였다.

## 생애

1636년 무렵의 자사그투칸부와 알탄칸부의 영토

1562년에 태어났으며, 1562년 이전에 태어났다는 설이 있다. 몽골 제국의 카안 바투몽케 다얀 카안의 11번째 아들로 외할하부를 받은 게레센제 자라이르의 증손자이자, 아시카이 다르칸 콩타이지의 손자이며, 바얀다리 콩타이지의 아들이다. 일설에는 아시카이의 아들이고 바얀다리의 동생이라는 설도 있다. 조부 아시카이로부터 외할하부 우익 영지를 물려받았고, 이는 자사그투칸부로 발전하였다. 그는 아버지 바얀다리로부터 콩타이지라는 칭호를 받았고 외할하부의 우익 영지의 소유자이며서 외할하부 오른쪽 7개 부락의 실제 소유자가 되었다.
그는 아바다이를 따라 오이라트 정벌에 출정하였다. 1586년 외할하부 좌익의 지도자인 아바다이는 투메드부의 호르호트로 가 제3대 달라이 라마에 의해 축성받고 올제이 사인 칸의 칭호를 받았다. 아바다이는 외할하부 우익의 지도자인 라이쿠루를 우익의 칸으로 세웠다. 아브타이 사인 칸이 칸이 되자 그 또한 자신이 할하의 정당한 주인임을 입증하기 위해 칸을 자처했다고도 한다.  이때부터 외할하부 오른쪽의 4개 지방을 자사그투칸부라 하게 되었다.
1587년에 쿠바쿠르(현 내몽고 자치구 우부르항가이주 경내)에서 오이라트와 교전하였다. 1609년경 라이쿠루는 자신의 사촌 슈루이 우바시 콩타이지에게 자사그투칸부 영지의 북쪽과 코토고이드부를 맡기고, 오이라트부를 견제 하게 했다.
사인노얀부의 4대 종주 센파(Шамба)에 의하면 그는 오이라트와의 교전 중 살해됐다 한다.

## 같이 보기
- 자사그투칸부
- 할하의 알탄 칸

## 참고 자료
- Скрынникова Т. Д. Ламаистская церковь и государство. Внешняя Монголия. XVI — начало XX века. — Новосибирск: Наука. Сиб. отд-ние, 1988. — 104. (рос.)

| 전임 게레센제 자라이르 (외할하부의 칸) 아시카이 다르칸 콩타이지 (외할하 우익의 통치자) | 초대 자사그투칸부의 칸 1580년/1586년 ~ 1610년 | 후임 수바다이 칸 |